# Banque cantonale du Tessin
La Banque cantonale du Tessin (BancaStato) est une banque cantonale suisse dont le siège social est à Bellinzone.